# Itanhangá
Itanhangá – miasto i gmina w Brazylii, w stanie Mato Grosso do Sul.